# Fort Gonsenheim
Le fort de Gonsenheim est un fort militaire construit à Mayence de 1862 à 1865. Il est l'un des maillons de la troisième ceinture de Mayence et plus globalement du système Biehler.

## Historique
Cet ouvrage servait à couvrir la plaine de Gonsenheim et les routes de Mayence à Bingen. Construit après l'invention de la mélinite, ce fort n'était pas équipé de magasin à poudre ni de plateformes de tir d'artillerie. Après la défaite de la Première Guerre mondiale, le démantèlement de la forteresse de Mayence ont été faites en trois sections. En raison des dispositions du Traité de Versailles de 1919 a eu toutes les fortifications, qui sont également détruits déjà devenus inutiles. Pour cette tâche, l'Entfestigungsamt de Mayence a été créé. Il a été commandé en tant que bureau allemand et la Sous-Commission sur la mise en œuvre des fixations spécifiées par le Commission militaire interalliée de contrôle (CMIC).
Détruit par les français qui s'en servaient comme dépôt de munitions pendant 1921 et 1930. La commune de Mayence achète le terrain en 1930.
L'année 1930 marqua la fin de l'occupation étrangère, ses ruines abritent après l'évacuation de la Rhénanie un parcours de santé de la diocèse de Mayence. Sous la direction du révérend Andreas Niklaus, le secrétaire des jeunes du diocèse et le fondateur de l'œuvre de jeunesse catholique, sous l'évêque Louis-Marie Hugo, les travaux commence.